# کالادوگو
کالادوگو (به لاتین: Kaladougou) یک منطقهٔ مسکونی در مالی است که در استان کولیکورو واقع شده‌است.
 کالادوگو  ۲۲,۹۴۹ نفر جمعیت دارد.